# Isabel de Francia (1105-1175)
Isabel de Francia es la hija mayor y natural del rey Luis VI de Francia.

## Biografía
Nacida antes de 1108, algunos la consideran hija de Luciana de Rochefort, la primera esposa de Luis VI, entonces hijo heredero de Felipe I de Francia. Sin embargo, el legado  de una hostia hecha a la abadía de Saint-Père-en-Vallée por Isabel para la salvación de las almas de su padre, su esposo y un tal Raynault de Breuillet parece indicar que su madre fue en realidad María de Breuillet, amante del príncipe hasta 1104.
Cuando su madre se retiró a un convento parisino, Isabel permaneció en la corte francesa hasta su matrimonio en 1114 con Guillermo I de Chaumont-Quitry recibiendo como dote todos los bienes que tenía su padre en Liancourt-Saint-Pierre con excepción del priorato.
De este matrimonio nacieron al menos siete hijos:
- Osmundo II de Chaumont, caballero que luchó en 1137 contra Esteban de Inglaterra
- Gauterio
- Luis de Chaumont, señor de Montjavoult
- Felipe de Chaumont, canónigo clérigo de Ruan
- Gasce “Gastonis”, caballero
- Baudri, caballero
- Hugo, caballero.

Isabel murió después de 1175.